# Halai Aixonides
Halai Aixonides (altgriechisch Ἁλαὶ Αἰξωνίδες = Salzpfannen von Aixone) war in der Antike ein Demos in Attika. Er gehörte nach den Reformen des Kleisthenes zur Phyle Kekropis, in dieser zur Paralia-Trittys („Küsten-Drittel“). Der Demos stellte sechs, später zehn Mitglieder für die Bule.

## Lage
Der Demos befand sich auf dem Gelände der heutigen Athener Vororte Voula und Vouliagmeni. Nördlich befand sich der Demos Aixone und im Osten Anagyrus. Er gilt als einer der am besten erforschten Demen. Da der Boden nicht sehr fruchtbar ist, wurde kaum Ackerbau betrieben und es entstanden keine größeren Siedlungen. So blieben die antiken Grundmauern erhalten. Als etwa 1964 die Siedlungen wuchsen, wurde das neue Bauland zuerst archäologisch untersucht. Aus diesem Grund ist die Ausdehnung von Halai Aixonides genau bekannt.

## Beschreibung
Die ältesten Funde stammen aus dem Frühhelladikum. Es handelt sich um Tonscherben, die man auf der Halbinsel Mikro Kavouri fand. Vermutlich lag hier eine Siedlung aus dieser Zeit. Ioannis Papadimitriou entdeckte in den Jahren 1954–1957 mehr als zwölf mykenische Kammergräber aus dem Späthelladikum (SH III A – C) am nördlichen Ortsrand von Voula (Prigkipos Petrou Ecke Athanasiou Diakou).
Die antike Stadt war unregelmäßig angeordnet und die Straßenbreite schwankte zwischen 2,50 und 4 m. Auf dem Hügel Kalambokas entdeckte man 1974/5 mehrere Wohnhäuser und drei kleine Tempel. Die Grundstücke waren zum Teil von einer Umfassungsmauer umgeben. Die Häuser verfügten über einen runden Turm mit einem Durchmesser von 8 m. Das am besten erhaltene Haus befindet sich etwa 500 m östlich des etwa 45 m hohen Hügels. Etwa 250 m südlich des Hügels entdeckte man in den 2000er Jahren ein Häuserkomplex aus der klassischen Zeit. Er stammt aus dem 5.–4. Jahrhundert v., Chr. hat eine Größe von etwa 1500 m² und besteht aus zwölf Räumen, einem Heiligtum und einem Brunnen. Man fand auch eine Bronzeplatte mit der Aufschrift ΔΙΟΝΥΣΙ ΑΛΑΕ, die den Bereich eindeutig dem Demos Halai Aixonides zuweist.
Etwa 1 km südöstlich auf dem Hügel Kastraki befand sich eine kleine Burg von 100 × 20 m. Sie hatte eine Mauerdicke von 1,20 m. Es handelt sich hierbei wahrscheinlich um die Akropolis von Halai Aixonides. Der Tempel des Apollon Zoster ist das wichtigste Heiligtum des Demos. Er lag auf dem Isthmus der Halbinsel Mikro Kavouri. Auf der Halbinsel fand man auch die Reste einer ptolemäischen Festung aus der Zeit des Chremonideischen Kriegs (267 – 261 v. Chr.), die von Admiral Patroklos errichtet wurde.